# Степной Волк (Расширенная вселенная DC)
Степной Волк (англ. Steppenwolf) — персонаж Расширенной вселенной DC (DCEU), основанный на одноимённом суперзлодее DC Comics. Его роль исполнил актёр Киаран Хайндс. Впервые появившись в расширенной версии «Бэтмена против Супермена: На заре справедливости» (2016) в виде голограммы, персонаж впервые появляется вживую в театральном выпуске фильма «Лига справедливости» (2017). Степной Волк — демонический военачальник с планеты Апоколипс, стремящийся завоевать Землю и её обитателей. Во время неспокойного производства фильма персонаж был сильно переработан Джоссом Уидоном, который взял на себя режиссёрские обязанности Зака Снайдера. Эта итерация персонажа получила негативные отзывы и была раскритикована как не вызывающая восторга и типичная. Режиссёрская версия фильма Снайдера изображает Степного Волка таким, каким он был задуман изначально, причём это изображение персонажа получило большую похвалу.

## Разработка персонажа и дизайн
Персонаж Степного Волка первоначально появился в 1972 году как Новый Бог, связанный с Дарксайдом и Апоколипсом, в New Gods #7, и традиционно является повторяющимся злодеем против Супермена и Лиги справедливости. До своего включения в Расширенную вселенную DC Степной Волк ненадолго появился в нескольких работах Анимационной вселенной DC, таких как мультсериалы «Супермен» и «Лига справедливости», а позже в других мультсериалах, таких как «Бэтмен: Отважный и смелый» и «Лига справедливости: Экшн».
Режиссёр «Отряда самоубийц» Дэвид Эйер рассказал, что Чародейка изначально была второстепенным злодеем в фильме и находилась под контролем Степного Волка через Материнский куб, но этот элемент сюжета был удалён во время подготовки к производству, из-за переписывания «Лиги справедливости», в которой изначально главным злодеем был Дарксайд. Затем Степной Волк был переведён в «Лигу справедливости» и заменён братом Чародейки Инкубом в «Отряде самоубийц», а Чародейка стала главным антагонистом.
Ирландский актёр Киаран Хайндс получил роль Степного Волка в «Лиге справедливости», где он озвучил его и сыграл его с помощью захвата движения. Хайндс обратился за советом к Лиаму Нисону (который проделал аналогичную работу по захвату движения в фильме «Голос монстра») по поводу своего выступления.
Во время пост-продакшна «Лиги справедливости Зака Снайдера», который произошёл во время пандемии COVID-19, несколько студий спецэффектов были закрыты или недоступны, в результате чего некоторые неиспользуемые визуальные эффекты, предназначенные для выпуска в 2017 году, были недоступны и нуждались в повторном рендеринге. Это включало в себя рендеринг Степного Волка, который был «создан с нуля» для режиссёрской версии, также потому, что персонаж вернулся к оригинальному дизайну Зака Снайдера.

### Различия между театральной и режиссёрской версиями
Первоначально задуманный как чудовищное рогатое существо с семью пальцами на каждой руке и копытными ногами, Степной Волк был «смягчён» во время проблемного производства фильма, поскольку Warner Bros. посчитала дизайн Зака Снайдера слишком устрашающим. «Очищенный» рендеринг персонажа Джоссом Уидоном сделал его более гуманоидным и «самосознательным». Он называет Материнские кубы «Матерью» и отпускает несколько «дрянных» колкостей в фильме и, как описал Марк Биррелл из Screen Rant, напоминает «злодея из утреннего мультфильма в субботу», которому нравится «быть плохим парнем», а роль Дарксайда в фильме почти полностью свёрнута.
Как только режиссёрской версии дали зелёный свет, Степной Волк вернулся к своему первоначальному, инопланетному дизайну и получил новую броню и гаджеты. Кроме того, исследуются отношения персонажа с Дарксайдом и ДеСаадом, а сцены его драк гораздо более жестокие и эмоциональные. Хайндс описал Степного Волка, как он охарактеризован в этой версии фильма, как «старого, усталого» и пытающегося вырваться из собственного рабства у Дарксайда. Он также говорит более «поэтично», но в целом реже, позволяя своим насильственным действиям говорить самим за себя. Снайдер также добавляет, что персонаж был разработан с учётом архетипа «падшего ангела», пытающегося вернуть расположение своего командира. Его броня, в частности, была представлена компанией Weta Digital в виде множества шипов, которые, кажется, движутся в соответствии с эмоциями персонажа, а также следуют за его дизайном как «космического рыцаря». Андерс Лэнглэндс, один из руководителей Weta, комментирует, что «у Зака была идея, что его броня будет реагировать на его настроение и быть частью его выступления, как будто это какая-то инопланетная технология, которая находится в симбиозе с ним».

## Роль в фильмах

### «Бэтмен против Супермена: На заре справедливости»
Степной Волк впервые появляется в расширенной версии фильма в виде голограммы, появляясь так же, как он появляется в «Лиге справедливости Зака Снайдера», когда Лекс Лютор общается с ним на криптонском разведывательном корабле перед арестом после смерти Супермена от рук Думсдэя.

### «Лига справедливости»

#### Театральная версия
Как показано в театральной версии, Степной Волк возглавляет первое вторжение на Землю тысячи лет назад, но его силы терпят поражение от объединённого фронта людей, амазонок, атлантов, Олимпийских Богов и Зелёных Фонарей. Он сошёл с ума от своего поражения и изгнан с Апоколипса из-за этой неудачи. Когда три Материнских куба, которые он использовал в своей первоначальной попытке вторжения, пробуждаются в наши дни после смерти Супермена, Степной Волк возвращается на Землю в надежде завоевать её, чтобы вернуть расположение Дарксайда, основав свою базу в заброшенном городе в России, похожем на Чернобыль. Он без особых усилий забирает кубы у амазонок, атлантов, а позже и у людей, когда Лига справедливости использует последний куб, чтобы оживить Супермена и позволить Степному Волку забрать его, пока они отвлечены. В финальной битве против Лиги он ловко отбивается от Лиги, когда они пытаются остановить Единство Материнских кубов, но он побеждён Суперменом, который вселяет в него новое чувство страха, заставляя его армию Парадемонов атаковать его и тащить его через стреловую трубу обратно на Апоколипс.

#### Режиссёрская версия
В режиссёрской версии племянник Степного Волка Дарксайд вместо него возглавляет вторжение на Землю. Степной Волк был изгнан с Апоколипса за попытку предать Дарксайда и захватить его трон, и, несмотря на то, что он изменил своё мнение, задолжал последнему сто пятьдесят тысяч завоёванных миров, прежде чем он сможет вернуться на свою родную планету. После успешного завоевания 100 000 миров, его призывают на Землю, когда Материнские кубы, оставленные Дарксайдом после его неудачной попытки вторжения эоны назад, вновь активируются после смерти Супермена. Степной Волк и его Парадемоны сначала вторгаются на Темискиру и после кровопролитной битвы с амазонками побеждают их и забирают охраняемый ими Материнский куб. Он использует куб, чтобы собрать радиоактивные материалы с заброшенного ядерного объекта в России и создать барьер вокруг своей базы, затем начинает пытать охранников Атлантиды и людей, чтобы получить информацию о двух других куба. Получив второй куб из Атлантиды, он находит легендарное Уравнение Анти-Жизни, которое ищет Дарксайд, и сообщает о своём открытии ДеСааду. Дарксайд даёт Степному Волку шанс на искупление, сказав ему объединить Материнские кубы, чтобы подготовиться к его прибытию. Лига справедливости, возглавляемая Бэтменом, сначала не даёт ему заполучить последний Материнский куб. Они используют куб, чтобы оживить Супермена, зная, что Степной Волк неизбежно почувствует и заберёт его, как только они это сделают, но учёный S.T.A.R. Labs Сайлас Стоун перегревает куб ценой собственной жизни, прежде чем Степной Волк заберёт его, позволяя сыну Стоуна, Виктору Стоуну / Киборгу, отследить его до России.
Хотя Лига врывается в барьер и уничтожает многих Парадемонов, Степной Волк сдерживает Лигу, когда они пытаются помешать Единству, пока не прибывает Супермен и не обезвреживает его, сжигая его правый рог и повреждая его броню. Материнские кубы, тем не менее, синхронизированы, и Степному Волку удаётся терраформировать Землю для Дарксайда, но Флэш использует Спидфорс и обращает время вспять, чтобы отменить это. После того, как Киборг и Супермен разделяют и отключают кубы во второй раз, Аквамен пронзает трезубцем отвлечённого и теперь уязвимого Степного Волка, а Супермен пробивает его через стреловую трубу, прежде чем Чудо-женщина обезглавливает его, отправляя его труп обратно на Апоколипс. Дарксайд в гневе сокрушает отрубленную голову Степного Волка, обещая вернуться на Землю «привычным путём» ради Уравнения Анти-Жизни.

## Реакция
Изображение Степного Волка в театральной версии «Лиги справедливости» было высмеяно как критиками, так и фанатами, а Screen Rant описал это исполнение как «типичное», «забываемое» и слишком «семейное», заявив, что он слишком похож на Таноса из Кинематографической вселенной Marvel. Его CGI-дизайн также был плохо воспринят, что частично было связано с переработкой персонажа, которую продвигали на поздних стадиях производства. Сообщалось, что Хайндс также выразил недовольство театральной версией, которая урезала большую часть развития и индивидуальности его персонажа. Тем не менее, изображение Степного Волка в режиссёрской версии было гораздо более тепло встречено поклонниками и критиками, с похвалой, направленной на его чудовищный и инопланетный дизайн, его более угрожающее и зловещее присутствие, а также его больший уровень глубины и развития персонажа в отличие от его театрального аналога. В частности, Comic Book Resources отметили, что эта последняя версия персонажа была более правдоподобной как реальная угроза для главных героев.
Сэм Адамс из Slate.com сравнил обе версии персонажа в анализе «Лиги справедливости Зака Снайдера», отметив разные образы Степного Волка как одно из ключевых различий между театральной и режиссёрской версиями. Адамс назвал версию Уидона «более остроумной и жуткой», сравнив персонажа с «косплеем Майка Пенса» и раскритиковав его доспехи, которые он сравнил с типичным средневековым одеянием. Он похвалил версию Снайдера за «поистине звёздную» броню и более устрашающее поведение, но также назвал его более «жалким» из-за его отчаяния вернуть расположение Дарксайда.